# Droit de la sous-traitance en France
Le droit de la sous-traitance en France est l'application des dispositions légales et de la jurisprudence françaises concernant le travail de personnes au sein de structures différentes que celles dont elles dépendent.
En France, la sous-traitance est régie par la loi no 75-1334 du 31 décembre 1975 qui la définit comme « l'opération par laquelle un entrepreneur confie par un sous-traité, et sous sa responsabilité, à une autre personne appelée sous-traitant l'exécution de tout ou partie du contrat d'entreprise ou d'une partie du marché public conclu avec le maître de l'ouvrage. »
Cette définition étant limitée à des activités bien définies, la jurisprudence a élargi les champs d'application, en autorisant certaines pratiques, mais en en condamnant d'autres.

## Dispositions légales
La loi du 31 décembre 1975 détaille les opérations de sous-traitance notamment entre entreprises ou avec l'État pour des marchés publics.
Elle précise et limite les droits pour les sous-traitants.

## Cadre élargi
La législation et la jurisprudence ont élargi cette notion : la sous-traitance est alors regardée comme un prêt de main-d'œuvre, et il convient de déterminer si ce prêt est licite ou illicite.

### Mise à disposition de main-d'œuvre
La mise à disposition de main-d'œuvre est interdite, sauf :
- pour les sociétés d'intérim ;
- sous réserve de certaines conditions dans un cadre sportif ;
- dans des cas particuliers de mise à disposition non lucrative (Art. L.8241-2 du Code du travail[2]).

De même, la portée du droit européen permet à des entreprises de l'Union de détacher de la main-d'œuvre aux conditions de travail de ces pays.

### Interdictions
Trois interdictions sur les six énoncées à l'article L.8211-1 du Code du travail peuvent concerner la sous-traitance :
- Principalement le prêt illicite de main-d'œuvre[5],
- quelquefois la fourniture de main-d'œuvre dans le but de réaliser une opération lucrative est assimilée au délit de marchandage[6].
- de même qu'une rémunération partielle du travail du sous-traitant consisterait en du travail dissimulé[7].

Les sanctions en cas de non-respect de la législation sont prévues par les articles L8234-1 à L8234-2 du Code du travail.
Une jurisprudence de la CJUE permet de restreindre la sous-traitance à l'exécution des parties essentielles du contrat.
La sous-traitance via des contrats entre structures différentes peut revêtir l'apparence d'une autonomie juridique, mais serait en fait contenue par une dépendance économique.

#### Prêt illicite de main-d'œuvre
La jurisprudence reconnaît le caractère lucratif d'une opération dès qu'une partie (que ce soit la société qui met du personnel à disposition, ou son client qui en bénéficie) bénéficie financièrement de cette opération.
Le prestataire peut être déclaré bénéficiaire s'il tire visiblement une marge sur le personnel qu'il envoie. Le client peut être déclaré bénéficiaire si le contrat de sous-traitance est conclu à un prix inférieur à ce qu'il aurait dû payer pour un emploi similaire, cotisations sociales incluses.

### Requalifications
Certains tribunaux peuvent constater qu'un contrat d'entreprise entre une personne physique et une entreprise dissimule en fait un contrat de travail, et requalifier ce contrat. Le Conseil de prud'hommes devient alors compétent en lieu et place du tribunal de commerce.
Un « prêt de main-d'œuvre à titre lucratif est interdit et fait disparaître la qualité de salarié entre le prêteur et celui qui est "prêté" ».

### Articles liés
- Droit du travail en France
- Externalisation